# New Délire
Pour plus de détails, voir Fiche technique et Distribution.
New Délire (sous-titré Les Aventures d’un Indien dans le show biz) est un film français réalisé par Éric Le Roch et coécrit par Pascal Légitimus, sorti en 2007.
Ce film est un détournement burlesque en français d'un film de Bollywood, le principe étant de remonter la bande vidéo du film Saajan Chale Sasural en réécrivant un scénario et en lui ajoutant une nouvelle bande sonore. L'idée naquit lorsque les deux coauteurs et Laurent Gerra, s'ennuyant lors d'une projection d'un film étranger, se mirent à faire, entre eux, des doublages improvisés détournant l'histoire du film. Ils décidèrent de chercher un film à détourner entièrement. Laurent Gerra, en pleine tournée, n'a finalement pas le temps de participer au projet.
La surprise, en recevant la copie négative du film original, fut de constater qu'elle faisait 40 min de plus que la vidéo du commerce !
Le film est conclu par un jeu animé par les auteurs déguisés en présentateurs indiens.

## Fiche technique
- Réalisation : Éric Le Roch
- Scénario : David Dhawan, Éric Le Roch et Pascal Légitimus
- Musique : Alain Bernard
- Chansons écrites avec : Pauline Ester
- Design sonore : Virgil Renee
- Montage: Bertrand Boutillier
- Mixage son : Christian Fontaine
- Production : Fabienne Servan-Schreiber et Jean-Pierre Fayer
- Société d'effets spéciaux : Autrechose
- Date de sortie :
  - France : 4 juillet 2007

## Distribution
- Pascal Légitimus : le 1er présentateur / Bobby (voix)
- Éric Le Roch : le 2e présentateur (non crédité)
- Luis Rego : Machin (voix)
- Hélène de Fougerolles : Paula (voix)
- Mathilda May : Fanny (voix)
- Jean-Marie Bigard : le père de Fanny (voix)
- Simon Abkarian : Gunter (voix)
- Charlotte de Turckheim : la mère de Bobby (voix)
- Serge Hazanavicius : le groom (voix)
- Philippe Fretun : Garcia (voix)
- François Siener : Günther (voix)
- Jean-Pierre Rigaux : le maître (voix)
- Louis-Marie Audubert : Kamel, le chorégraphe (voix)
- Roland Marchisio : le vigile (voix)
- Alain Dorval : le boxeur (voix)
- Jean-Yves Chatelais : le chanteur perdant (voix)
- Christian Sinniger : le gardien de prison (voix)
- Philippe Manesse : le photographe (voix)
- Franck Lorrain : copain de Bobby (voix)
- Christophe Giordano : copain de Bobby (voix)
- Stéphane Facco : copain de Bobby (voix)
- Philippe Spiteri : Maître Rapia (voix)
- Lena Kowski : l'hôtesse (voix)
- Alain Bernard : la voix pub (voix)
- Pierre-Alain de Garrigues : le narrateur (voix)